# گور مانوئلیان
گور مانوئلیان (انگلیسی: Gor Manvelyan؛ زادهٔ ۹ آوریل ۲۰۰۲) بازیکن فوتبال در پست مهاجم (فوتبال) اهل ارمنستان-فرانسه است.
از باشگاه‌هایی که در آن بازی کرده‌است می‌توان به باشگاه فوتبال نانت اشاره کرد.